# 이한샘
이한샘(1989년 10월 18일 ~ )은 대한민국의 축구 선수로서 포지션은 수비수이다. 현재 K리그2 충북 청주 FC에서 활약하고 있다.

## 구단 경력
2012 K리그 드래프트에 지원하였고 광주 FC의 지명을 받았다. 신인임에도 개막전 상주와의 경기에 출전하였고 5월부터는 주전으로 도약하였다. 5월 19일 FC 서울과의 경기에서 프로 데뷔 골을 터뜨렸다.
이한샘은 부산-아산과의 경기 전날인 9월 21일 오후 10시 아산 숙소에서 장학영으로부터 현금 5000만원과 승부조작을 제안 받았지만 이를 거부하고, 구단과 부산 중부경찰서에도 승부조작 제의 사실을 신고하였다. 이한샘의 신고를 받은 경찰은 불과 3시간 뒤인 22일 오전 1시 장학영을 긴급 체포하였다.
그 후, 이한샘은 한국프로축구연맹으로부터 포상금 7000만원을 지급받았으며, 포상금 일부를 아산 18세 이하(U-18)팀의 발전 기금으로 기부하였다.